# 소리없는 추격자
소리없는 추격자(Lo mejor de Eva, DARK IMPULSE)는 스페인에서 제작된 마리아노 바로소 감독의 2011년 미스터리, 멜로/로맨스, 범죄 영화이다. 레오노르 와틀링 등이 주연으로 출연하였다.

## 출연

### 주연
- 레오노르 와틀링
- 미구엘 앙겔 실베스트르